# 카를루스 빌라 노바
카를루스 마누엘 빌라 노바(포르투갈어: Carlos Manuel Vila Nova, 1959년 7월 27일~)는 상투메 프린시페의 정치인으로, 현재 상투메 프린시페의 대통령이다. 2010년부터 2012년까지 공공사업 및 천연자원부 장관을 역임했으며 2014년부터 2018년까지 파트리스 트로보아다 총리의 재임 기간 동안 인프라, 천연자원 및 환경부 장관을 역임했다.
그는 2021년 대통령 선거의 독립민주행동 후보였다. 9월 6일, 그는 상투메 프린시페의 대통령 당선자로 선언되었고, 58%의 득표율을 얻어 MLSTP/PSD의 기예르메 포세르 다 코스타를 꺾었다. 9월 14일, 그는 헌법재판소에 의해 대통령으로 선포되었다.

## 어린 시절 및 경력
빌라 노바는 상투메섬 북부 해안에 위치한 렘바현의 도시인 네베스에서 태어났다. 1985년 알제리 오란 대학교에서 통신공학 학위를 받은 후, 귀국하여 정부 통계국의 컴퓨터 부서장이 되었다. 1988년, 그는 공무원을 그만두고 당시 국내 유일의 호텔이었던 미라마 호텔의 영업 매니저가 되었다. 그는 1992년에 미라마 호텔의 이사로 승진했다. 1997년에는 푸사다 보아 비스타 호텔의 이사가 되었고, 자신의 여행사인 미스트랄 보이저즈를 설립하기도 했다. 빌라 노바는 2010년 정계에 입문할 때까지 관광 산업에서 계속 일했다.

## 정치 경력
2010년부터 2012년까지 파트리스 트로보아다 내각에서 공공사업 및 천연자원부 장관을 역임했다. 그는 2014년 트로보아다의 독립민주행동(ADI)이 다수당을 되찾았을 때 인프라, 천연자원 및 환경부 장관으로 임명되었다. 2018년에는 국회의원으로 선출되었다. 그는 2021년 대통령 선거에서 ADI의 후보로 지명되었다.

## 개인 생활
빌라 노바는 결혼했고, 두 딸이 있다.